# Picidae (serveur)
Pour les articles homonymes, voir Picidae (homonymie).
Picidae est un logiciel proxy libre (serveur) visant à contourner la censure d'Internet.

## Utilisation
Si vous invoquez un serveur picidae, un formulaire apparait pour vous permettre de saisir l'url d'une page web. Ensuite, le serveur crée une image du site. L'image est cliquable de sorte qu'il est possible de naviguer sur le site.
Il a été testé en Chine et s'est avéré efficace pour contourner le « Grand Firewall de Chine » (voir censure de l'Internet en République populaire de Chine). Il semble tout de même que le serveur de test proposé sur le site soit maintenant[Quand ?] inaccessible depuis la Chine.
« Une requête (au mois d’avril 2007) dans Google via Picidae pour le mot « min zhu » qui signifie démocratie en chinois donne 69 900 000 résultats, la même recherche dans google.cn donne 480 000 réponses ».
Huang Qi, cyberdissident récompensé par RSF fait partie des utilisateurs.

## Technique
Le serveur Picidae crée des images des pages à consulter en gardant actifs les liens.
Il n'existe pas un serveur identifiable, puisque Picidae est un logiciel libre que n'importe qui peut installer sur son ordinateur.

## Origine du nom
« Picidae » viens d'une désignation latine du pivert et fait référence aux premiers « piqueurs » du mur de Berlin appelés en allemand « Mauerspechte », c'est-à-dire les « piverts du mur ».